# さんピンCAMP
さんピンCAMP（さんピンキャンプ、THUMPIN' CAMP）は、1996年7月7日に日比谷野外音楽堂で開催されたヒップホップイベント。提唱者のECDを始め、YOU THE ROCK★、LAMP EYE、ZEEBRA（キングギドラ）、RHYMESTER、DEV LARGE（BUDDHA BRAND）、SHAKKAZOMBIE、SOUL SCREAM等の日本のヒップホップアーティストが多数集結した。

## 概要
それまでの日本のヒップホップシーンにおいて、ECD主催の「CHECK YOUR MIKE」や、YOU THE ROCK★主催の「ブラック・マンデー」、雷のイベント「亜熱帯雨林」などといった、クラブイベントをベースとする複数のアーティストが参加したイベントは数多く開催されていたものの、大会場を使用するほどの大規模なイベントは開催されていなかった。その意味でさんピンCAMPは、日本で初めて大会場で開催されたヒップホップイベントとして位置づけられている。
さんピンCAMPのステージではRHYMESTER「耳ヲ貸スベキ」、BUDDHA BRAND「人間発電所」、キングギドラ「未確認飛行物体接近中」「空からの力」、MURO「バスドラ発スネア行」、LAMP EYE「証言」など、後に「クラシック」として分類される曲が多数披露された。
参加アーティストのKダブシャインによれば、当初はカッティング・エッジのショーケースとしての開催を予定していたといい、BUDDHA BRANDを中心にYOU THE ROCK★、SHAKKAZOMBIE、ECD、Kダブシャインで出演者が構成されていた。他のレーベルのアーティストも混ぜて大きなイベントにしたいとKダブシャインとYOU THE ROCK★が提案し、彼らの所属するキングギドラや雷、RHYMESTERなど他のアーティストも参加する流れとなった。
後にこのイベントを収録したビデオ、及びDVDがリリースされている（DVDはカッティング・エッジより。ASIN B0000E6YWQ）。当日のライブ映像だけではなく、当時の日本のヒップホップシーンの盛り上がりを伝える映像も収録されている。ディレクターを務めたのはスチャダラパーのBOSEの実弟である光嶋崇。また、このイベント名を冠したコンピレーションCDも発売された ASIN B0000E6YWR）。

## J-RAPという呼称へのアンチテーゼ
当時、日本語ラップを表現する言葉として、m.c.A・Tが考案した「J-RAP」が使われていたが、主催者のECDがイベントの冒頭で「J-Rapは俺が殺した!」と宣言していることから、当時偏見視されがちであった日本のヒップホップシーンの確立を念頭に置いていたことは考慮に難くない。少なくとも、J-RAPというPOPなセルアウト枠にはめられることへのアンチテーゼとしてこのイベントが位置づけられていた。この側面も、当イベントの重要性の一因として捉える根拠の一つとなっている。

## 主な出演者
グループと単体(客演など)の両方で出演したアーティストは、グループでの出演として数える。
- ECD (ミュージシャン)（主催および提唱者）
- 刃頭（HAZU）
- 大神(BUDDHA BRAND,SHAKKAZOMBIE)
- BUDDHA BRAND
- SHAKKAZOMBIE
- RHYMESTER
- HAC
- BOY-KEN
- UZI
- キングギドラ
- T.A.K THE RHYMEHEAD
- DJ KENSEI
- DJ KEN-BO
- DJ YUZE
- MURO
- DJ WATARAI
- GORE-TEX（現NITRO MICROPHONE UNDERGROUND）
- MACKA-CHIN（現NITRO MICROPHONE UNDERGROUND）
- YOU THE ROCK（現KAMINARI-KAZOKU.。この頃は★がつかなかった）
- PATRICK（現[DJ PAT→504．]KAMINARI-KAZOKU.のDJ）
- G.K.MARYAN（現KAMINARI-KAZOKU.）
- GAMA（現ヨシピィ・ダ・ガマ）
- 四街道ネイチャー
- SOUL SCREAM
- LAMP EYE
- MC JOE

## エピソード
- このイベントの1週間後に、同会場でスチャダラパーを中心としたリトル・バード・ネイションによる「大LB夏まつり」が行われている。さんピンの出演者には、LBに対して挑発的な発言をする者も存在した[3]。またスチャダラパー自身も観客として見に来ていた。
- 四街道ネイチャーとMC JOEのみ、「大LB夏まつり」「さんピン」の両方に出演している他、「THUMPIN' CAMP」のロゴマークを「大LBまつり」出演者である、キミドリのKURO-OVIが手がけている。また、VHSのディレクターを務めたのは、スチャダラパー Boseの実弟の光嶋崇である。

## さんピンCAMP20
1996年のさんピンCAMPから20年の時を経て、同じ場所である日比谷野外大音楽堂にて「さんピンCAMP20」と題した復活イベントを2016年7月10日に開催。

### さんピンCAMP20の出演者
- ANARCHY
- D.O
- 般若
- NORIKIYO
- OZROSAURUS
- 漢 a.k.a. GAMI
- サイプレス上野とロベルト吉野
- 田我流 feat, stillichimiya
- 他